# Barra Head (Band)
Barra Head ist eine dreiköpfige Band aus Kopenhagen, Dänemark. Sie wurde 1992 gegründet und wird den Genren Indie-Rock, Punk, Post-Hardcore und Math-Rock zugeordnet.
Der Name der Band stammt von der Bezeichnung für die südlichste Insel der Äußeren Hebriden in Schottland, Barra Head.
Die größten Einflüsse von Barra Head sind Karate, Fugazi und Faraquet.
Barra Head spielten auf dem Roskilde-Festival in den Jahren 2001 und 2006 und haben zudem 2004 und 2005 den Live Act of the Year Award des Clubs Vera, Niederlande, gewonnen.

## Bandmitglieder
- Mikkel Jes Hansen (Gitarre und Gesang)
- Arvid Gregersen (Bass)
- Jakob Hvitnov (Schlagzeug)

## Diskografie
- 2001 Songs and Departures (CD, LP; labels: Playrec, Scenepolice)
- 2001 Play/Rec #01 (Compilation CD; label: Play/Rec)
- 2001 FFAR Compilation (Compilation CD; label: Zerobros)
- 2004 Arrival (CD/12" EP; labels: Playrec, Noisedeluxe, Broken Silence)
- 2004 We are your Numbers (CD, LP; labels: Playrec, Sinnbus, Alive, Zabel, Konkurrent)
- 2006 Undermine/Gradiska (7" single; labels: Playrec)
- 2006 Play/Rec Five Years  (Compilation CD; label: Play/Rec)
- 2008 Go Get Beat Up (CD, LP; label: Playrec)